# Veksjön, Jämtland
Veksjön är en sjö i Krokoms kommun i Jämtland och ingår i Indalsälvens huvudavrinningsområde. Sjön har en area på 0,622 kvadratkilometer och ligger 463,3 meter över havet. Sjön avvattnas av vattendraget Veksjöån.

## Delavrinningsområde
Veksjön ingår i det delavrinningsområde (708969-141623) som SMHI kallar för Utloppet av Veksjön. Medelhöjden är 509 meter över havet och ytan är 5,48 kvadratkilometer. Räknas de 2 avrinningsområdena uppströms in blir den ackumulerade arean 25,66 kvadratkilometer. Veksjöån som avvattnar avrinningsområdet har biflödesordning 5, vilket innebär att vattnet flödar genom totalt 5 vattendrag innan det når havet efter 291 kilometer. Avrinningsområdet består mestadels av skog (74 procent). Avrinningsområdet har 0,62 kvadratkilometer vattenytor vilket ger det en sjöprocent på 11,3 procent.